# Christian Calmes
Christian Calmes (Oberursel (Taunus), Alemanya, 11 de juliol de 1913 – Grasse, França, 5 de juliol de 1995) va ser un funcionari, advocat, diplomàtic i historiador luxemburguès. Va ser Secretari General de la Comunitat Europea del Carbó i de l'Acer, òrgan precursor del Consell de la Unió Europea, des de la seva creació el 1952 fins al 1973. Calmes va ser President de l'associació de joves advocats de Luxemburg entre 1945 i 1946. Va escriure dos llibres en la història de Luxemburg: Histoire contemporaine du Magnífic-Duché de Luxemburg (1968) i Au fil de l'Histoire (1968, amb el seu pare). Han estat impresos en diverses edicions de llavors ençà, i el primer ha estat àmpliament utilitzat com a llibre de textTambé va ser Mariscal de Luxemburg entre 1981 i 1984.